# ワークプレース
ワークプレースまたはワークプレイスは直訳すれば仕事場となるが、外来語として使用されることが多い。仕事の種類によって様々なワークプレースが存在するはずだが、オフィスワークのための場所を意味していることが多い。もともとは仕事をするための物理的な場所 (現実の場所) を意味し、ワーキングスペースやオフィスに近い意味だったが、コンピュータネットワークなどの発達にともなってオフィスワークが特定の場所に縛られないようになったため、サイバースペース (仮想の場所) としての意味も持つようになった。

## 現実の場所としてのワークプレース
オフィスワークにおいては通常、個人ごとに机と椅子とが割り当てられる。これがその個人にとってのワークプレースの中核である。近年、フリーアドレスつまり個人に固定的な場所を割り当てないスタイルのオフィスが増加しているが、割り当てられている間は机上のスペースと椅子とを個人が専有することに変わりはない。ワークプレースにはさらに会議や会話などのためのスペースや収納、空調を始めとする様々な周辺的な設備が含まれる。

## 仮想の場所としてのワークプレース
仮想の場所としてのワークプレースの定義はまだ定まっていない。しかし、パソコンなどを使用して遠隔地からでも仕事ができるようにするためにはコミュニケーション、コラボレーション、Web やデータベースや人の検索などの機能が必要であり、これらの機能をそなえたソフトウェア群がワークプレースの中核だと考えられる。

近年の傾向としてはソフトウェアの一種であるグループウェアやその一部が「ワークプレース」と呼ばれることが多い。IBM Workplace がその一例である。

2020年頃から、バーチャルワークプレイス（バーチャル出社オフィス）をクラウド上に設けるソフトウェアが活用されつつある。

### 仮想
- バーチャルチーム（英語版）
- バーチャルワークプレイス
- IBM Workplace
- ワークプレース・シェル - IBM が OS/2 用に開発したオブジェクト指向の GUI 環境